# The Pale White
The Pale White es una banda británica de rock alternativo formada en Newcastle upon Tyne en abril de 2016. El grupo está compuesto por el guitarrista y vocalista Adam Hope, el baterista Jack Hope y el bajista Dave Barrow. El bajista original, Tom Booth, dejó el proyecto un año después de publicar su álbum debut Infinite Pleasure.
Debido a su sonido trepidante, han logrado la atención de medios locales como el semanario NME, quienes los describieron en 2017 como «una de las bandas nuevas más cautivadoras del rock británico».

## Historia

### 2015-2018: Formación y primeros años
A comienzos de 2015, Adam Hope reclutó a su hermano Jack y a su amigo de infancia Tom Booth en un proyecto musical nombrado Sun Dance, como una forma de interpretar sus demos en directo. Luego de buscar sin éxito a un segundo guitarrista para su alineación, decidieron mantenerse como un power trio, mientras afinaban su sonido en salas de ensayo. Fue a través de una cuenta en SoundCloud que publicaron las canciones «I Want a Reaction» y «Sticks & Stones», recibiendo atención a través del boca a boca.
En abril de 2016, cambiaron su nombre a The Pale White, con Adam comentando que a pesar de haber estado practicando juntos por casi un año, este era su verdadero inicio como banda. Sobre el nuevo nombre, Adam ha comentado que proviene de «la luz que ven las personas antes de morir». Durante el año, realizaron un sinfín de conciertos locales para lograr una nueva tracción de fanáticos, siendo teloneros de Baby Strange, Band of Skulls y The Pigeon Detectives. Para diciembre, se presentaron en The Old Blue Last, ubicado en Londres, siendo la primera vez que salían de la escena local en el Noreste; además de poder grabar su primer sencillo oficial con Adrian Bushby, quién había trabajado previamente con Foo Fighters, Muse y U2. También publicaron «Second Place» y «Let You Down», que siguieron causando apoyo mediático por sus presentaciones en directo.
Luego de una seguidilla de sencillos, presentaron su primer material The Pale White EP en septiembre de 2017. En una reseña realizada por The Courier, destacan a la canción «Downer» como una pieza que los establece como “una banda capaz y destinada para mayores, grandes locaciones”. Como promoción, se embarcaron en una gira nacional de 10 fechas como teloneros de The Amazons, esto luego de obtener espacios en las cercanías a Glastonbury y Reading and Leeds. Un segundo EP, Take Me to the Strange, fue publicado en 2018.

### 2019-2022:Infinite Pleasure
En febrero de 2019, estrenaron el sencillo «Medicine» en medio de su gira local The Northern Tour, siendo producido por Jolyon Thomas (Royal Blood, Slaves, Frank Carter & the Rattlesnakes). En junio, anunciaron las 18 fechas para su Southern Tour, apoyados por la recepción de su sencillo en Spotify y por el DJ Jack Saunders en el programa radial Indie Show de BBC Radio 1. Un mes después fue estrenado «Unnatural», siendo descrito por el vocalista Adam como “la pieza de rock n' roll más directa que hemos publicado hasta ahora”.
A pesar de contratiempos por la pandemia global por COVID-19, usaron el aislamiento vivido para componer nuevas canciones para su álbum debut y también pulir su sonido. En septiembre de 2020, presentaron «Take Your Time» como parte de una “nueva era” musical que estaba por venir. Finalmente, en abril de 2021 estrenaron su primer álbum de estudio nombrado Infinite Pleasure. Como promoción, estrenaron un vídeo musical para «Glue», comentando que fue filmado antes de entrar en el segundo confinamiento. Sobre el título del álbum, Adam Hope describe al concepto como “una obsesión [con] la vida misma y de estar constantemente a la caza, sin detenerse nunca realmente a realizar hitos o logros”.

### 2022-presente: Nueva alineación
Luego de completar su gira por el Reino Unido, Tom Booth decidió dejar la banda para enfocarse en otras actividades, algo que Hope expresaba: “suelo temer a los cambios, pero ha sido extremadamente positivo; el fuego en esta banda ha sido reavivada”. Como reemplazo, fue presentado Dave Barrow como nuevo bajista, debutando en el sencillo «How Far Can You Push a Man?» en abril de 2023. Con la publicación de «Validate Me» en agosto, fue anunciado la publicación de su tercer EP A New Breed con seis canciones y una gira por el Reino Unido para finales de año.
En una entrevista con Clash, tanto Adam como Jack ponderaban sobre como mejorar su composición, notando que debido a su identidad como banda en directo, aspectos como las líricas en sus primeras canciones eran repetitivas. Usando al EP como un trampolín para desarrollar un nuevo sonido, remarcaban tener canciones compuestas y algunas como demos para su segundo álbum de estudio, un proceso totalmente distinto al que habían tenido hasta el momento.
El 28 de enero de 2025 anunciaron su segundo álbum The Big Sad junto a su sencillo «Lost in the Moment», expresando en un comunicado que las canciones contienen un contenido mucho más emocional, describiendo: «[es] un álbum nacido desde las cenizas de tiempos oscuros, pero representando un faro de luz para el futuro». The Big Sad fue publicado el 18 de abril de 2025 a través de End of the Wall Recordings, con canciones más diversas y recibiendo comparaciones con su sonido retro con bandas como Wings, The Smiths y The Lemon Twigs.

## Estilo e influencias
Su sonido inicial de rock enérgico ha sido comparado con Queens of the Stone Age, The Black Keys y Arctic Monkeys. Los propios miembros han destacado a los primeros dos grupos dentro de sus influencias musicales, las cuales también incluyen a Nirvana, Pixies, Interpol y Black Rebel Motorcycle Club.
De manera individual, Jack Hope menciona a Dave Grohl como su héroe musical, mientras que el exbajista Tom Booth considera a Alex Turner como su referente musical, además de otras bandas indie como Interpol, Kings of Leon y The Strokes; por su parte, Adam Hope destaca a David Bowie como su héroe musical, además de describir a The Beatles como la banda sonora en la vida de los tres miembros.

## Miembros
- Adam Hope – voz principal, guitarra (2016–presente)
- Jack Hope – batería (2016–presente)
- Dave Barrow – bajo (2023-presente; giras 2022)

Miembros anteriores
- Tom Booth – bajo, voces de apoyo (2016-2022)

## Discografía
Álbumes de estudio
- 2021: Infinite Pleasure
- 2025: The Big Sad

EPs
- 2017: The Pale White EP
- 2018: Take Me to the Strange
- 2023: A New Breed